# Sportrecht
Sportrecht omvat alle juridische aangelegenheden die in en rond de sport een rol spelen. Sportrecht overschrijdt daarmee de grenzen van diverse rechtsgebieden. Bij een transfer van een sporter kunnen bijvoorbeeld aspecten op het gebied van het tuchtrecht, contractenrecht, arbeidsrecht, portretrecht en het vreemdelingenrecht een rol spelen. 